# Битва при Берое
Битва при Берое (Веррое) — битва между армией Византийской империи и печенегами, состоявшаяся в 1122 (1123) году у города Бероя (современная Стара-Загора в Болгарии) и завершившаяся полным разгромом кочевников. После этой битвы, ставшей последней в византийско-печенежских войнах, печенеги прекратили существование как независимый народ. Согласно альтернативной точке зрения, в этой битве византийцы сражались с половцами.

## Предыстория
После уничтожения Первого Болгарского царства в 1018 году императором Василием II (976—1025) печенеги переселились на опустевшие земли и стали непосредственными соседями империи. Вскоре после смерти Василия II печенеги начали совершать опустошительные набеги на территорию Византии — в период с 1025 по 1045 год они четырежды разоряли балканские провинции империи. В 1027 году печенеги напали на северную Болгарию. Зимой 1035/1036 года они разорили северные районы Болгарии и Македонии, а отдельные отряды достигли Фракии. Отправленная против них византийская армия потерпела катастрофическое поражение, пять военачальников попали в плен. После сокрушительного поражения от князя Ярослава Мудрого в 1036 году большинство печенегов откочевало на Дунай, что увеличило опасность для границ Византии. В 1043 году печенеги под давлением огузов покинули обжитые земли и начали переселяться в направлении византийской границы на Дунае. Начавшая вследствие этого в 1046 году война протекала неудачно для Византии и была завершена в 1053 году подписанием договора, согласно которому печенеги сохранили захваченные области в Добрудже и на южном берегу Дуная, обязавшись не нападать на Македонию в течение 30 лет.
В течение следующих 20 лет империя укрепляла оборонительную систему на Балканах, проводя одновременно политику христианизации печенегов. Недальновидная политика правительства императора Михаила VII (1071—1078), сократившего денежные выплаты печенегам, привела к восстаниям и утрате контроля над регионом в нижнем течении Дуная в начале 1070-х годов. В 1077 году печенеги пересекли Балканские горы и опустошили Фракию. В конце того же десятилетия к услугам печенегов стали прибегать претенденты на византийский престол. Активные боевые действия против печенегов начались в 1086 году и завершились в 1091 году разгромом кочевников при Левунионе. В 1121 году новая орда печенегов перешла Дунай и двинулась на Македонию и Фракию. Зимой 1121/1122 года император Иоанн II Комнин (1118—1143) начал собирать войска. Решающая битва произошла в окрестностях Веррои, современный город Стара-Загора в Болгарии.

## Ход битвы
Ход сражения описан в нескольких источниках. Наиболее подробное из них приводится во входящей в составленный Снорри Стурлусоном сборник саг «Круг Земной» «Саге о Хаконе Широкоплечем». В ней автор в основном повествует о доблести скандинавских воинов, благодаря которым была одержана победа. Согласно автору саги, византийская армия под командованием императора Кирьялакса отправилась в поход в Блёкуманналанд. Кирьялах (др.-сканд. Kirjalax) — имя, под которым в исландских сагах появлялись императоры после Алексея I Комнина (1081—1118), в данном случае это был его сын Иоанн II Комнин (1118—1142). На равнине Пецинавеллир (от византийского названия печенегов др.-греч. Πατζινάκαι) они встретили огромное вражеское войско под командованием слепого конунга. Печенеги имели на вооружении большие повозки с бойницами, которыми они окружили свой лагерь. Перед повозками был вырыт глубокий ров. После прибытия византийской армии печенеги выстроили войско перед своей крепостью из повозок. Вначале император послал в бой греческую часть своей армии. Понеся значительные потери, греки отступили. Затем Иоанн послал в бой «войско из франков и флемингов» — с тем же результатом. После этого императору посоветовали послать в бой варягов и тот, после колебаний, так как варягов было всего 450 человек, послал их в бой. Командиром варягов назван Торир Хельсинг (др.-сканд. Þórir helsingr). Несмотря на более чем шестидесятикратное численное преимущество противника, варяги смело атаковали и обратили печенегов в бегство. Затем в бой включились ранее отступившие греки и франки и началось преследование отступающих печенегов. На завершающей стадии битвы варяги захватили укреплённый повозками лагерь. Множество печенегов были убиты, а их вождь захвачен в плен. Перед битвой варяги дали обет построить и посвятить Олаву Святому церковь в Константинополе, что и было сделано впоследствии. В главе «Саги о Хаконе Широкоплечем», предшествующей рассказу о битве, приводится рассказ о том, как император Иоанн II узнал об этом святом норвежском конунге. Источником этого сообщения является составленная около 1152 года драпа «Луч» скальда Эйнара сына Скули. По предположению исследователя викингов С. Блёндаля, либо сам Эйнар участвовал в данной битве, либо человек, с которым он общался, что придаёт рассказу саги историческую достоверность.
Ближайшим по времени к битве при Берое византийским источником является хроника Иоанна Киннама (вторая половина XII века). Согласно этому историку, император Иоанн II отправился в Македонию после похода в Малую Азию, поскольку в пределы империи вторглось огромное войско скифов — под таким названием печенеги известны в Византии начиная с Феофилакта Болгарского, описавшего набеги этих кочевников в начале XI века. В целом рассказ византийского историка не противоречит сообщению саги, но сообщает дополнительные подробности. Киннам сообщает о предварительных безуспешных попытках подкупить «скифских филархов» зимой и начале боевых действий весной. В рассказе Киннама уделено внимание личному мужеству императора, раненого стрелой в ногу, однако пожелавшего тем не менее лично вступить в бой. Роль ромейского войска у Киннама в сражении показана более существенной, чем в саге, однако особо отмечено участие варягов в захвате укреплённого лагеря. Относительно варягов сообщается дополнительная подробность, что они были англичане — о проблематике этнического состава варягов в Византии см. Варяжская стража#Национальный состав.
Рассказ младшего современника Киннама Никиты Хониата в целом такой же, однако содержит дополнительные подробности. Согласно Хониату попытка подкупа «скифских» вождей имела целью усыпить их бдительность, после чего император приказал атаковать. Ход сражения описан аналогично Киннаму, однако о ране императора не сообщается. Ключевым моментом битвы у Хониата также является штурм укреплённого повозками лагеря, в котором лично принял участие Иоанн II в окружении своих телохранителей, «которые защищаются длинными щитами и заостренными с одной стороны секирами». Этой атаке предшествовала молитва императора перед иконой Богоматери.
О битве известно также из двух панегирических сочинений. Согласно Михаилу Италику успехом в битве византийцы были обязаны мужеству севастократора Андроника, а Никифор Василаки сообщает об отваге севаста Иоанна Аксуха.

## Последствия
Согласно Никите Хониату, после битвы было взято множество пленных, которые были потом расселены в одной из западных провинций, составив там целые селения. Часть других пленников поступила на военную службу, но большая часть была продана. В дальнейшем известно о печенегах в составе византийской армии в походах Иоанна II в Киликию (1138), войнах с половцами и венграми. По случаю победы был устроен триумф и учреждён праздник. В византийских источниках эта победа над печенегами рассматривается как решающая и окончательная.

## Историография
Датировка события 1122—1123 годами в целом считается достоверной. Никита Хониат свой рассказ относит к пятому году правления Иоанна II, согласно сирийскому хронисту XII века Михаилу Сирийцу война с печенегами началась на 1433 году селевкидской эры, начавшемуся 1 сентября 1122 года. Подтверждает эту дату обнаруженное немецким историком Э. Курцем (E. Kurtz) указание на участие в этой битве брата императора, севастократора Андроника, умершего до февраля 1123 года. Согласно болгарскому историку В. Н. Златарскому нападение печенегов произошло в 1122 году, а их разгром в 1123 году.
Отождествление кочевого народа, называемого в византийских источниках «скифами», с печенегами, принимается не всеми исследователями. По мнению М. М. Фрейденберга (1959) в сообщении Иоанна Киннама речь идёт о половцах. Подробно проанализировавший этот вопрос в 1970-х годах румынский историк П. Диакону также склонялся к этой гипотезе. Сложность выявления точного смысла понятия «скифы» у византийских авторов XII—XIII веков, а также определения соотношения печенежского и половецкого элементов после битвы при Левунионе в 1091 году отмечалась многими исследователями.

### Первичные источники
- Краткое обозрение царствования Иоанна и Мануила Комнинов / Изд. В.Н.Карпов. – СПб., 1859. (Византийские историки, переведенные с греческого при С–Петербургской духовной академии. – Т. 2.).
- Никиты Хониата История, начинающаяся с царствования Иоанна Комнина. — При Санкт-Петербургской духовной академии. Типография Григория Трусова, 1860. — Т. I.
- Снорри Стурлусон. Круг Земной / А. Я. Гуревич, Ю. К. Кузьменко, О. А. Смирницкая, М. И. Стеблин-Каменский. — М.: Наука, 1980. — 691 с. — (Литературные памятники). — 25 000 экз.

### Исследования
на английском языке
- Blöndal S. The Varangians of Byzantium / trans. B. S. Benedikz. — Cambridge: Cambridge University Press, 1978. — 242 p. — ISBN 978-0-521-21745-3.
- Stephenson P. Byzantium's Balkan Frontier. — Cambridge University Press, 2000. — 352 p. — ISBN 0 521 77017 3.

на русском языке
- Бибиков М. В. Византийские источники по истории древней Руси и Кавказа. — СПб.: Алетейя, 2001. — 314 с. — ISBN 5-89329-410-6.
- Васильевский В. Г. Византия и печенеги // Труды. — СПб., 1908. — Т. 1. — С. 1—175.
- Каждан А. П. Никита Хониат и его время. — СПб.: Дмитрий Буланин, 2005. — 544 с. — ISBN 5-86007-449-2.
- Козлов С. А. Византийская традиция о последней византино-печенежской войне // Европа. Международный альманах. — Тюмень, 2011. — Вып. X. — С. 7—22. — ISBN 978-5-400-00493-3.
- Мохов А. С. К административной структуре Византийской империи на Дунае в период войны с узами (1064—1065 гг.) // Античная древность и средние века. — Екатеринбург, 1999. — Вып. 30. — С. 158—168.
- Мохов А. С. К вопросу о византийской военной организации в период войны с печенегами 1046—1053 гг // Известия Уральского государственного университета. — Екатеринбург, 2005. — № 39. — С. 15—26.
- Фрейденберг М. М. Труд Иоанна Киннама как исторический источник // Византийский временник. — М.: Изд-во АН СССР, 1959. — Т. 16. — С. 30—51.

на французском языке
- Chalandon F. Les Comnène. — Paris: A. Picard, 1912. — 379 p.
- Diaconu P.[рум.]. Les Petchenegues au bas-Danube. — Bucarest, 1970. — 158 p. — (Bibliotheca historica Romaniae. Etudes).